# Yanggak-to
Yanggak-to är en ö i Nordkorea.   Den ligger i provinsen Pyongyang, i den sydvästra delen av landet.